# San Damiano d’Asti

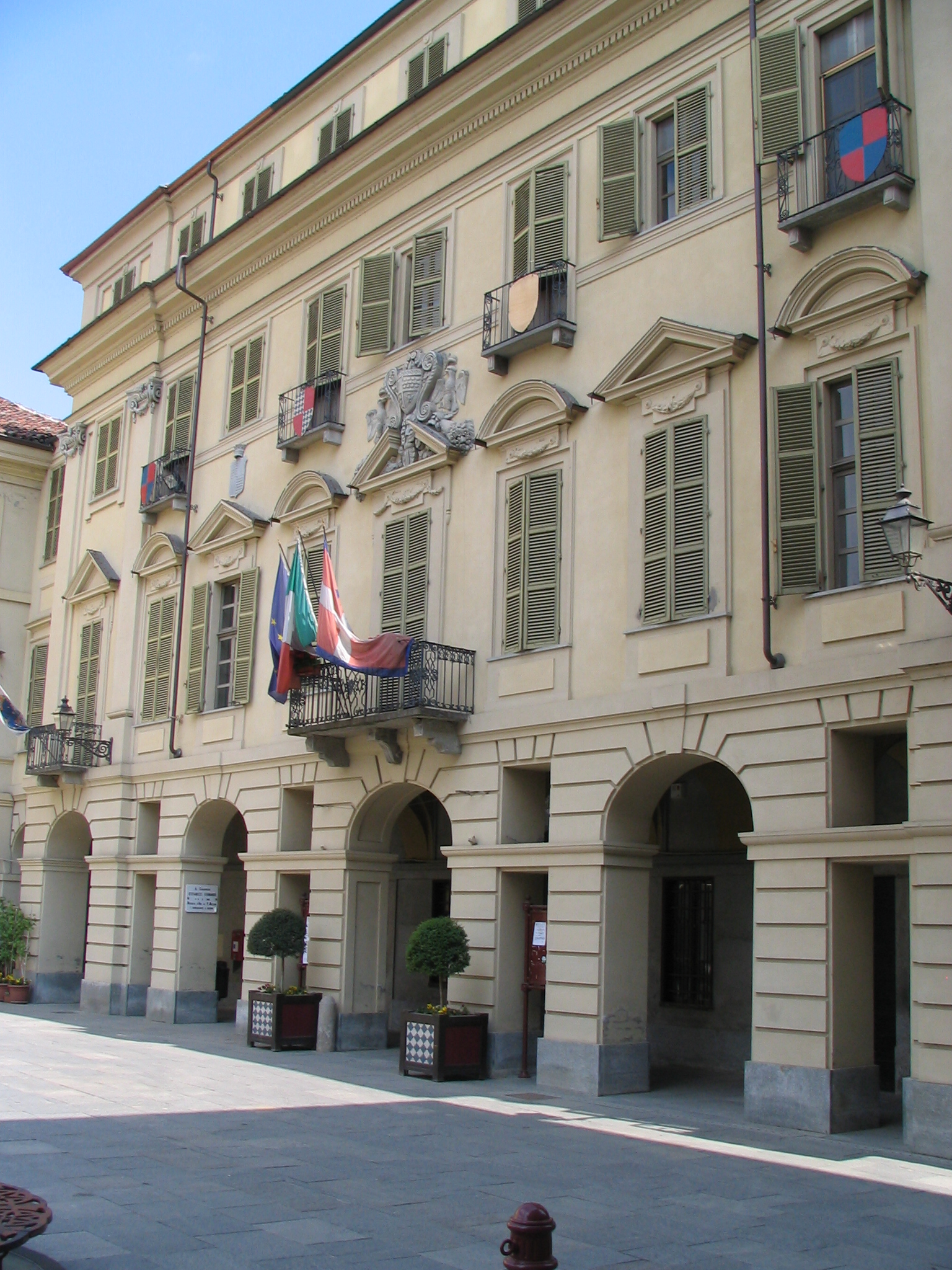
Gemeindehaus

San Damiano d’Asti ist eine Gemeinde in der italienischen Provinz Asti (AT), Region Piemont.
Die Schutzheiligen des Ortes sind die Santi Cosma e Damiano, ihnen ist auch die große barocke Basilika des Ortes gewidmet.

## Lage und Einwohner
San Damiano d’Asti liegt 16 km südwestlich von der Provinzhauptstadt Asti entfernt auf einer Höhe von 179 m über dem Meeresspiegel. Das Gemeindegebiet umfasst eine Fläche von 48 km² und hat 8054 Einwohner (Stand 31. Dezember 2023). Die Gemeinde besteht aus den Ortsteilen Lavezzole, San Luigi, San Grato, San Giulio, San Pietro, Gorzano, Verneglio, Valmolina, Vascagliana und Torrazzo.
Die Nachbargemeinden sind Antignano, Asti, Canale, Cantarana, Celle Enomondo, Cisterna d’Asti, Ferrere, Govone, Priocca, San Martino Alfieri und Tigliole.

## Geschichte
San Damiano d’Asti entstand 1275, als Bewohner der gebrandschatzten Dörfer Castelnuovo und Gozzano auf das Hochplateau in der Nähe des Flusses Borbone flohen. Die Zerstörung der Dörfer stand im Zusammenhang mit dem Krieg zwischen der Republik Genua und Karl I. von Anjou.

## Kultur und Feste
- Jedes Jahr im September findet ein traditionelles Weinfest Festa dell’Uva statt. Bei San Damiano d’Asti werden Reben der Sorte Barbera für den Barbera d’Asti, einen Rotwein mit DOCG Status, sowie für den Barbera del Monferrato angebaut.

## Städtepartnerschaften
- Kriens
- Septèmes-les-Vallons